# Marquee Moon
Marquee Moon je první studiové album americké rockové skupiny Television, vydané v únoru 1977 u vydavatelství Elektra Records. Nahráno bylo v září 1976 v newyorském studiu A & R Recording a o produkci se staral Andy Johns spolu s Tomem Verlainem, kytaristou a zpěvákem skupiny.

## Seznam skladeb
| Pořadí | Název         | Autor                   | Délka |
| ------ | ------------- | ----------------------- | ----- |
| 1.     | See No Evil   | Tom Verlaine            | 3:53  |
| 2.     | Venus         | Verlaine                | 3:51  |
| 3.     | Friction      | Verlaine                | 4:44  |
| 4.     | Marquee Moon  | Verlaine                | 10:40 |
| 5.     | Elevation     | Verlaine                | 5:07  |
| 6.     | Guiding Light | Verlaine, Richard Lloyd | 5:35  |
| 7.     | Prove It      | Verlaine                | 5:02  |
| 8.     | Torn Curtain  | Verlaine                | 6:56  |

## Obsazení
- Tom Verlaine – kytara, zpěv, klávesy
- Richard Lloyd – kytara, zpěv
- Fred Smith – baskytara, zpěv
- Billy Ficca – bicí